# 山岡正人
山岡 正人（やまおか まさと、1958年1月27日 - ）は、日本の料理人、経営者、馬主。
京都府京都市に本社を置く、産業機械等の製造・販売などを手がける近畿機械工業株式会社の代表取締役を務めるほか、東山区祇園町にある料亭『祇園 うを多』のオーナーでもある。

## 経歴・人物
1958年、京都府出身。デスクワークが自身に不向きだったことから料理人となり、ホテルでシェフとして勤めていたところ、父親の良一から「どうせやるなら祇園に出てきた方が良い」と提案を受け、父の経営していた割烹『魚多』を平仮名にした『うを多』の店名でフレンチ料理店を開業した。2022年9月27日に父の良一が89歳で死去したあと、後を継ぐ形で近畿機械工業株式会社の代表取締役となる。
趣味は食べ歩き。タレントのハイヒール・モモコと交友がある。

## 馬主活動

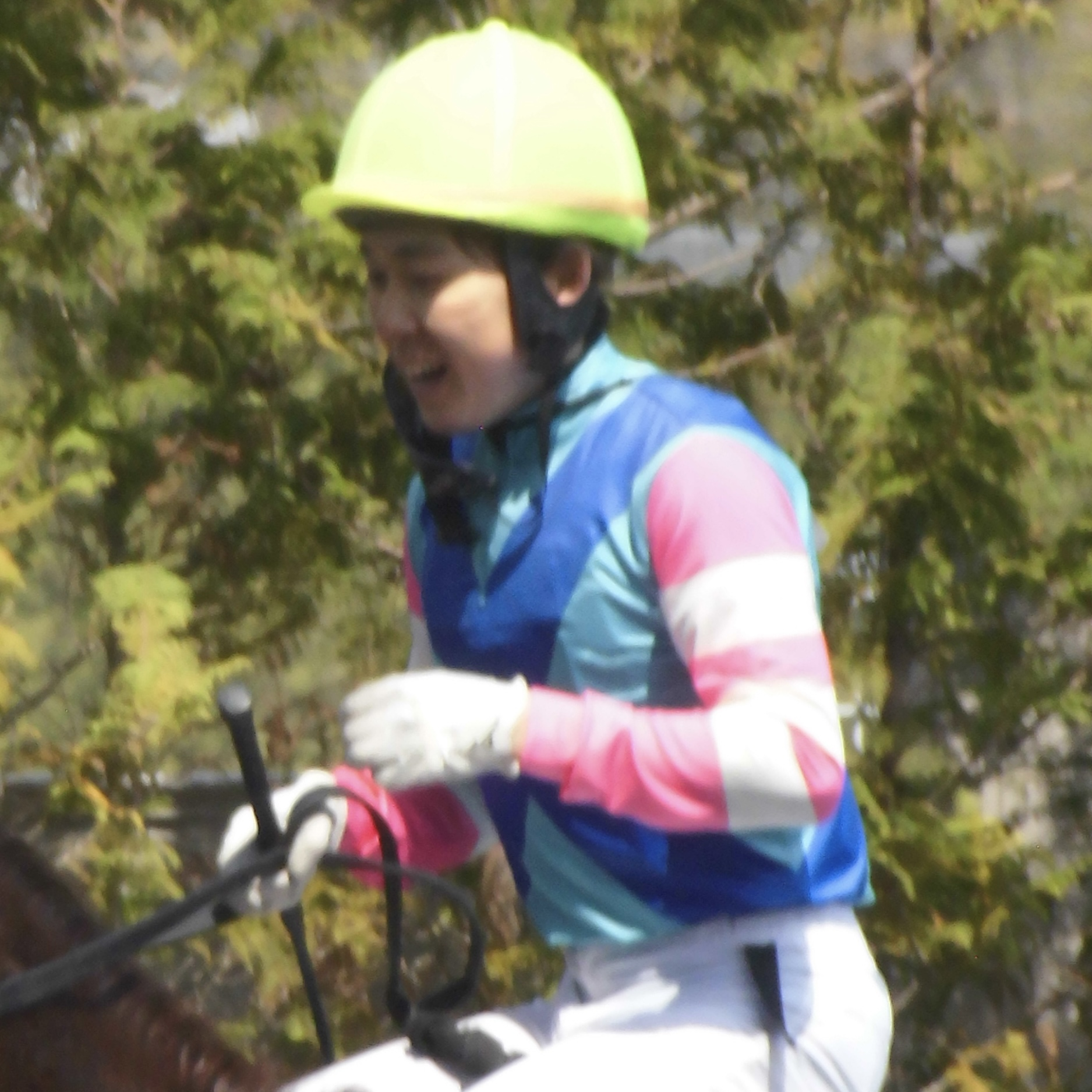
山岡の勝負服を着用した加藤祥太

日本中央競馬会（JRA）および地方競馬全国協会（NAR）に登録している馬主としても知られる。勝負服の柄は水色、青十字襷、桃袖白三本輪、冠名には、正人の妹が好きだった沢田研二のバックバンドの名前（井上堯之とウォーターバンド）より「ウォーター」を用いる。父の良一も冠名は同様で、勝負服の柄は水色、青十字襷、桃袖であった。

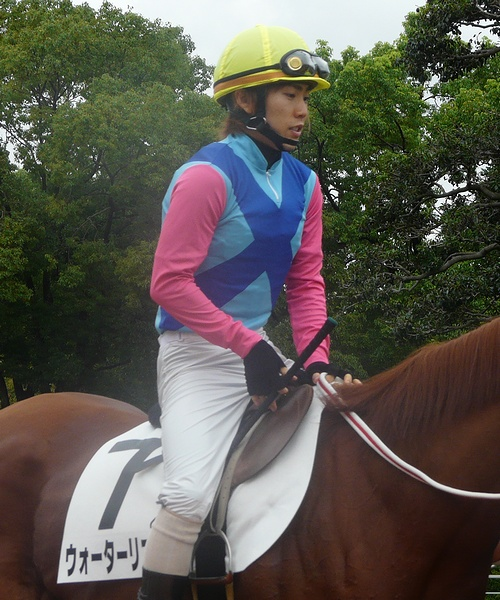
山岡良一の勝負服を着用した鈴木慶太

良一の方が先に馬主になっているが、競馬に興味を持ったのは正人の方が先だという。また、祇園にあるクラブで良一と調教師・武田作十郎が飲み仲間だった縁で武邦彦（竹田の弟子だった武豊の父）厩舎に所有馬を預けて以降、武家との縁が深い。なお武田の没後、山岡によって「偲ぶ会」が毎年3月に開催されている。

## 主な所有馬

### 重賞競走優勝馬
- ウォーターナビレラ（2021年ファンタジーステークス、阪神ジュベナイルフィリーズ3着、2022年桜花賞2着。2戦目後に良一から名義変更[1]）
- ウォーターリヒト（2025年東京新聞杯）

### 父・良一の所有馬
重賞競走優勝馬（すべて地方重賞）
- ウォーターダグ（1999年高知県知事賞、2000年黒潮マイルチャンピオンシップ、2001年黒潮スプリンターズカップ、二十四万石賞、高知県知事賞、2002年珊瑚冠賞、高知県知事賞、2003年二十四万石賞）
- ウォータートリック（2007年ケンタウロスカップ）
- ウォータープライド（2012年ゴールドウィング賞、2013年新春ペガサスカップ、若草賞、東海クイーンカップ、東海ダービー）
- ウォーターループ（2018年東海クイーンカップ、ぎふ清流カップ）
- ウォーターマーズ（2019年黒潮マイルチャンピオンシップ、2020年だるま夕日賞、二十四万石賞）[注 1]

その他の所有馬
- ウォーターリーグ（種牡馬）
- ウォータールルド（2013年ギャラクシーステークス）
- ウォータービルド（種牡馬）
- ウォーターグロウ（繁殖牝馬）